# معالجة هندسية

معالجة شبكة المضلع بواسطة ماريو بوتش وآخرون. هو كتاب مدرسي حول موضوع المعالجة الهندسية.

المعالجة الهندسية، أو معالجة الشبكة المضلعية، هي مجال بحث يستخدم مفاهيم من الرياضيات التطبيقية وعلوم الكمبيوتر والهندسة لتصميم خوارزميات فعالة لاكتساب وإعادة بناء وتحليل ومعالجة ومحاكاة ونقل النماذج ثلاثية الأبعاد المعقدة. كما يوحي الاسم، فإن العديد من المفاهيم وهياكل البيانات والخوارزميات تتشابه بشكل مباشر مع معالجة الإشارات ومعالجة الصور.
تشمل تطبيقات خوارزميات المعالجة الهندسية مجموعة واسعة من العلوم مثل الوسائط المتعددة والترفيه والتصميم الكلاسيكي بمساعدة الكمبيوتر والحوسبة الطبية الحيوية والهندسة العكسية والحوسبة العلمية .
المعالجة الهندسية هي موضوع بحث شائع في (SIGGRAPH) المؤتمر الأكاديمي الأول لرسومات الكمبيوتر، والموضوع الرئيسي للندوة السنوية حول المعالجة الهندسية.